# Васильевский (Уфимский район)
Васильевский (баш. Васильевский) — упразднённый в 2005 году посёлок Черкасского сельсовета Уфимского района Республики Башкортостан.

## География
Находился возле лесного массива.

### Географическое положение
Расстояние до посёлка (на 1 января 1969 и на 1 июня 1952):
- районного центра (Уфа): 35 км,
- центра сельсовета (Черкассы): 3 км,
- ближайшей ж/д станции (Бензин): 16 км.

## История
Закон Республики Башкортостан от 20 июля 2005 года № 211-з «О внесении изменений в административно-территориальное устройство Республики Башкортостан в связи с образованием, объединением, упразднением и изменением статуса населённых пунктов, переносом административных центров»  гласил:

ст.1

4. Упразднить следующие населенные пункты:

35) в Уфимском районе:

поселок Васильевский Черкасского сельсовета

## Население
На 1 января 1969 года проживали 60  человек; преимущественно русские.
Население на 1 января 2002 года составляло 0 человек